# Ga Nokcheon
Ga Nokcheon là ga trên Tàu điện ngầm Seoul tuyến 1 ở Hàn Quốc. Nó nằm ở cuối phía bắc của thành phố.

## Bố trí ga
| ↑ Chang-dong |
| \| ２        |
| Wolgye ↓     |

| 1 | ●Tuyến 1 | ← Hướng đi Uijeongbu · Yangju · Dongducheon · Yeoncheon |
| 2 | ●Tuyến 1 | → Hướng đi Đại học Kwangwoon · Hoegi · Guro · Incheon → |

## Lối thoát
- Lối thoát 1: Chung cư Samsung, Trung tâm cộng đồng Chang 1-dong, Trung tâm bảo vệ Chang 1-dong, Trường trung học Changil, Trường tiểu học Seoul Changil, Chợ Sinchang
- Lối thoát 2: Trường trung học Nowon, Trường trung học phổ thông ngoại ngữ Seoul, Trường tiểu học Seoul Wolcheon, Trường tiểu học Sangchon, Trường tiểu học Danghyeon, Chang-dong Jugong 18 Complex, Chang-dong Jugon 19 Complex, Trung tâm cộng đồng Chang 4-dong
- Lối thoát 3: Trường trung học phổ thông ngoại ngữ Seoul, Trường kỹ thuật phổ thông Eungok, Trường tiểu học Seoul Jungwon, Tập đoàn khí ga Hàn Quốc, Chang-dong Jugong 17 Complex, công viên Junggye Deungnamu Geullin
- Lối thoát 4: Làng Nokcheon